# Чернышёва, Людмила Сергеевна
Лю́дмила Сергее́вна Черны́шёва (1908—1963) — советская актриса театра и кино, народная артистка РСФСР (1960), известная по фильмам «В добрый час!», «Друг мой, Колька!..», «Пропало лето».

## Биография

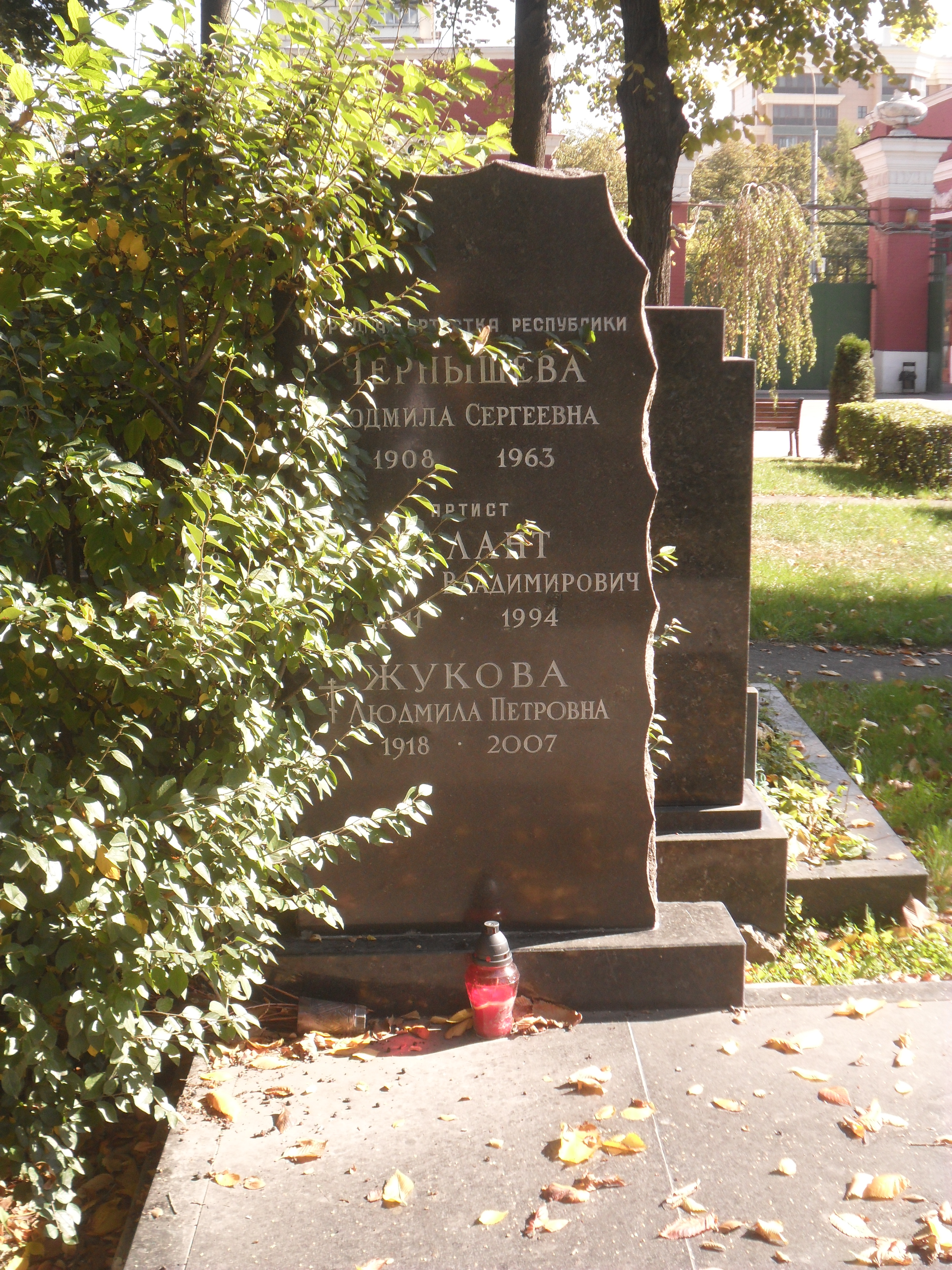
Могила Чернышёвой на Новодевичьем кладбище Москвы.

Людмила Чернышёва родилась в Рязани в большой многодетной семье, состоявшей из 8 детей — трёх братьев и пятерых сестёр.
В 1926 году в Рязани Людмила закончила 8 классов и переехала в Москву. В 1927 году она стала актрисой театра музыкальной буффонады под руководством Бебутова, а в 1929 году — одной из ведущих актрис Московского мюзик-холла, где работала до его закрытия в 1936 году.
Рано дебютировав в кино — «Чёрный барак» (1932) — регулярно сниматься стала лишь в последние годы жизни.
С 1936 года вся дальнейшая творческая жизнь Людмилы Чернышёвой связана с Центральным детским театром, на сцену которого она выходила до самой кончины в амплуа травести.
Открытие Людмилы Чернышёвой как характерной киноактрисы произошло в 1950-е годы после её исполнения роли жены профессора Аверина в экранизации пьесы Виктора Розова «В добрый час!». Затем последовали роли в фильмах «Ночной патруль», «Косолапый друг», «Сомбреро», «Бессонная ночь», «Друг мой, Колька!..», «Пропало лето».
Похоронена на Новодевичьем кладбище в Москве (5 участок, 8 ряд). Рядом с ней похоронен её муж — артист Театра имени Станиславского Н. В. Салант.

## Личная жизнь
- Первый муж — Борис Аристархович Медяник, актёр ЦДТ. Пропал без вести на фронте во время Великой Отечественной войны.
- Второй муж — Николай Владимирович Салант, артист Театра имени Станиславского.

## Творчество

### Центральный детский театр
- 1945 — «Сын полка» по одноименной повести В. Катаева — Казачок
- 1947 — «Красный галстук» С. Михалкова — Валерий Вишняков
- 1949 — «Её друзья» В. С. Розова — Таня
- 1951 — «Володя Дубинин» В. Гольдфельда по повести «Улица младшего сына» Л. Кассиля и М. Поляновского — Ваня
- 1957 — «В добрый час!» В. Розова, режиссёр: А. В. Эфрос — Анастасия Ефремовна Аверина
- 1959 — «Друг мой, Колька!» А. Г. Хмелика, режиссёр: А. В. Эфрос — Анна Николаевна Новикова
- 1960 — «Неравный бой» В. С. Розова — Тамара Тимофеевна Заварина

### Фильмография
- 1932 — «Чёрный барак» — эпизод
- 1956 — «В добрый час!» — Анастасия Ефремовна Аверина, жена профессора
- 1957 — «Ночной патруль» — Пелагея Петровна Никифорова, жена бухгалтера
- 1959 — «Косолапый друг» — Мария Ивановна, жена Леснова
- 1959 — «Сомбреро» — Ольга Михайловна Тычинкина
- 1960 — «Бессонная ночь» — мать Павла
- 1961 — «Друг мой, Колька!..» — Нина Александровна Новикова, председатель родительского комитета
- 1963 — «Пропало лето» — тётя Саша